# Ухорское
Ухорское — деревня в Спасском районе Рязанской области, входит в состав Заречинского сельского поселения. 

## География
Деревня расположена в пределах Окско-Донской равнины, на реке Лучка (приток Прони), в 12 км на юг от центра поселения села Заречье и в 46 км на юг от райцентра города Спасск-Рязанский.

## История
В XIX — начале XX века деревня являлась центром Ухорской волости Спасского уезда Рязанской губернии. В 1906 году в деревне было 522 двора.
С 1929 года село являлось центром Ухорского сельсовета Спасского района Рязанского округа Московской области, с 1937 года — в составе Рязанской области, с 2005 года — в составе Заречинского сельского поселения.

## Население
| 1859 | 1897  | 1906  | 2010 |
| ---- | ----- | ----- | ---- |
| 2696 | ↗3249 | ↗4055 | ↘279 |